# 西城街道 (永康市)
西城街道是中国浙江省永康市所辖的一个街道，位于永康城区西部，驻地为广场路4号。2001年7月22日设立。与东城街道、江南街道、花街镇、象珠镇以及武义县相邻。2010年，东城街道下辖40个行政村、7个经济合作社、5个社区，总面积约54平方公里，总人口7.46万人。

## 行政区划
- 社区：飞凤社区、紫微社区、西门社区、西山社区、四方社区
- 经济合作社：周塘、大司、虹霓、东街、西街、永丰、应店
- 行政村：大徐村、岭张村、俞皮村、横桥村、横山脚村、横山下村、柘新村、上宅口村、山头蒋村、黄阁村、驮陈村、江村、烈桥村、郎下村、应宅村、马宅村、朴村、潜村、雅英村、童宅村、山下村、灵阳村、溪边村、鸦塘村、藻塘村、郎家村、柘坑村、庙下村、赵店村、樟店村、下田园村、富大坑村、水碓头村、柘坑口村、大塘头村、塔石村